# Micropleurotoma
Micropleurotoma é um gênero de gastrópodes pertencente a família Horaiclavidae.

## Espécies
- Micropleurotoma melvilli (Sykes, 1906)[1]
- Micropleurotoma remota (Powell, 1958)[2]
- Micropleurotoma spirotropoides (Thiele, 1925)[3]
- Micropleurotoma travailleuri Bouchet & Warén, 1980[4]